# پل داینلو
پل داینلو (به انگلیسی: Paul Dinello) (زاده ۲۸ نوامبر ۱۹۶۲) بازیگر، کمدین و کارگردان آمریکایی است.
از کارهای معروف او می‌توان به بازی در فیلم غریبه‌ها با آبنبات اشاره کرد.